# Южный нинго
Южный нинго (лат. Ningaui yvonneae) — вид из рода нинго семейства хищные сумчатые. Эндемик Австралии.

## Распространение
Широко распространён в полузасушливых районах южной части Австралии. Обитает на территории лугов, покрытых спинифексом (растениями рода Spinifex или Triodia)[уточнить], а также на открытых пустошах, местностях, покрытых кустарниками, а также низкорослыми эвкалиптами.

## Внешний вид
Небольшие хищники. Длина тела колеблется от 50 до 70 мм, хвоста — от 60 до 70 мм. Вес — 4—10 г. Морда удлинённая. Хвост полухватательный. Лапы укороченные. В отличие от других видов рода имеет более красноватый окрас морды, а также в целом более тёмную окраску.

## Образ жизни
Ведут наземный образ жизни, хотя с лёгкостью могут лазить по листьям спинифекса. Активность приходится на ночь, день проводится под укрытиями спинифекса, под стволами упавших деревьев или в неглубоких норах. Основу рациона составляют насекомых и другие беспозвоночные.

## Размножение
Период размножения сезонный, приходится на середину-конец весны. Беременность короткая, длится от 13 до 21 дня. В потомстве от 5 до 7 детёнышей. Количество сосков у сумки семь. Детёныши отлучаются от груди матери примерно через 76-81 день. Половая зрелость наступает поздней зимой (в августе)